# Fédération Internationale de Volleyball
De Fédération Internationale de Volleyball of FIVB is de overkoepelende organisatie van het volleybal. Over de hele wereld worden internationale wedstrijden georganiseerd door de FIVB, zoals het wereldkampioenschap volleybal voor mannen en voor vrouwen. Het hoofdkantoor is gelegen in Lausanne, Zwitserland en wordt geleid door de Braziliaan Ary Graça.